# SOMPOダイレクト損害保険
SOMPOダイレクト損害保険（そんぽだいれくとそんがいほけん）は、東京都に本社を置く、日本の損害保険会社である。

## 概要
本社はサンシャイン60の40階にあった。販売チャネルは、インターネット・コールセンターによる通販チャネルが主体。事故発生時には損害保険ジャパンとも連携し事故対応サービスを行う体制を構築している。
2002年に損害保険ジャパン（初代）・クレディセゾンとの間で包括的な業務提携を締結。2011年3月から通販型自動車保険「おとなの自動車保険」の契約を開始し、自動車保険通販事業に本格参入。
2009年7月に損害保険ジャパン（初代）が過半数の株式を取得し、同社の連結子会社になった。また、2010年3月に損害保険ジャパン（初代）を引受先とする第三者割当増資（100億円）を実施した。
2014年9月に親会社が日本興亜損害保険と合併したことに伴い、損害保険ジャパン日本興亜（現・損害保険ジャパン(2代目)）の傘下となった。同年11月19日に損保ジャパン日本興亜ホールディングスの略称として「SOMPOホールディングス」を制定（2016年10月1日付で社名変更し、正式社名となる）したことに伴い、セゾン自動車火災保険も2015年2月から「おとなの自動車保険」のテレビCMの最後に「SOMPOホールディングス」のロゴ表示を開始し、2016年2月からはロゴ表示に替わり、親会社の損害保険ジャパンと同じく、テレビCMの冒頭に「SOMPOホールディングス」のサウンドロゴが挿入されている（なお、日本テレビ系列の提供番組については、「SOMPOホールディングス」のロゴ表示・サウンドロゴなしの仕様となっていたが、後にこの仕様に統一された）。JFN系列で放送のラジオ番組『おとなの自動車保険 presents 光のメロディー』や『おとなの自動車保険 presents YUKI HELLO! NEW WORLD』（TOKYO FM）については、「おとなの自動車保険」名義での一社提供を行っている。
2019年7月には同じSOMPOホールディングスのグループ会社で当社と同じ通販型自動車保険を取り扱っていたそんぽ24損害保険を吸収合併した。
2023年10月に損害保険ジャパンにより、完全子会社化した。

## 沿革
- 1982年9月 オールステート自動車・火災保険株式会社（同社の前身）設立。
- 1982年10月 損害保険事業免許取得。
- 1983年4月 営業開始。
- 1984年10月 （旧）西武流通グループ4社が資本参加し、業界初の日米合弁会社になる。
- 1997年11月 株主の変更、米国オールステート保険会社との合弁関係を再構築、株式会社クレディセゾンおよびその関連会社株式会社セゾンファンデックスが出資。
- 1998年4月 「セゾン自動車火災保険株式会社」に社名変更。
- 1998年12月 国内損保初のリスク細分型自動車保険｢セゾン自動車総合保険｣を発売。
- 2002年5月 株式会社クレディセゾン・安田火災海上保険株式会社（当時、現在の損害保険ジャパン株式会社）と包括業務提携。
- 2002年12月 株式会社損害保険ジャパン商品の募集代理を開始。
- 2003年4月 株式会社損害保険ジャパンが2万株 (27.7%) を取得し、筆頭株主になる。
- 2003年10月 セゾンカード会員向け専用保険「Super Value Plus」を発売。
- 2004年4月 総合補償型医療保険「安心アラカルト」を発売。
- 2004年10月 家庭保険基本特約付帯セゾン新火災保険「福は家」（ふくはうち）を発売。
- 2005年2月 傷害総合保険特約付普通傷害保険、家族傷害総合保険特約付家族傷害保険「身の用心」（みのようじん）を発売。
- 2005年4月 AIGエジソン生命保険株式会社（当時。現在のジブラルタ生命保険株式会社）の生命保険商品に係る募集代理を開始。
- 2008年10月 組立式火災保険「じぶんでえらべる火災保険」を発売。
- 2009年7月 株式会社損害保険ジャパンが過半数の株式を取得し、当社は同社の連結子会社になる。
- 2010年3月 株式会社損害保険ジャパンを引受先とする第三者割当増資（100億円）を実施。
- 2011年1月 「おとなの自動車保険」を発売。
- 2019年7月 そんぽ24損害保険株式会社を合併し、同社の自動車保険の契約を継承。
- 2023年10月 損害保険ジャパンにより、完全子会社化。
- 2024年10月 社名を「SOMPOダイレクト損害保険」に変更[1]。

## 主力商品
- おとなの自動車保険（自動車保険）
- じぶんでえらべる火災保険（火災保険）

## 提供番組

### テレビ
現在
- 林修のニッポンドリル（フジテレビ）
- 全力!脱力タイムズ（フジテレビ）
- S-PARK（フジテレビ）
- ダウンタウンDX（読売テレビ制作）
- 行列のできる法律相談所（日本テレビ）

過去
- ほこ×たて（フジテレビ）
- 解決!ナイナイアンサー（日本テレビ）
- 人生が変わる1分間の深イイ話（日本テレビ）
- シルシルミシルさんデー（テレビ朝日）
- みのもんたの朝ズバッ!→朝ズバッ!→あさチャン!（TBS）
- 直撃!シンソウ坂上（フジテレビ）
- 金曜プレミアム（フジテレビ）
- 土曜プレミアム（フジテレビ、2018年10月 - ）
- にじいろジーン（カンテレ制作、フジテレビ系列）※同業者のソニー損保も提供。但し前後半枠別々で提供。
- News every.（日本テレビ）※2018年12月まで
- スッキリ （日本テレビ）※毎週水曜日9時台後半
- 金曜ロードショー (日本テレビ、2019年4月 - 2022年9月） ※WOWOWから引き継いだ。現在は三菱電機に交代。
- がっちりマンデー!!（TBS）

### ラジオ
現在
- ラジオ時報CM（JFNC）※ 2023年1月 -
  - 週末11:00〜13:00

（過去に2013年3月、同局で日曜14:00〜放送終了まで担当をしていた。）

## CMキャラクター
- 香川照之（2011年1月 - ） - 以前はH2Oの「想い出がいっぱい」がCMソングとして起用され、CM用に制作したオリジナルカラオケで、香川がサビの冒頭を歌っていた。
- 野崎萌香（2011年7月 - 2012年6月）
- 泉里香（2018年7月 - ）
- 松田龍平（2023年4月21日 -）
- 温水洋一（2023年4月21日 -）